# Mark Kinsella
Mark Anthony Kinsella (ur. 12 sierpnia 1972 w Dublinie) – irlandzki piłkarz grający na pozycji pomocnika. Wraz z reprezentacją Irlandii wystąpił na Mistrzostwach Świata 2002.

## Kariera piłkarska
Mark Kinsella urodził się w Dublinie. Karierę piłkarską rozpoczął w miejscowym Home Farm FC, w którym spędził sezon 1988/1989. Uporczywe i ciężkie treningi pozwoliły mu na pierwszy transfer w jego życiu z zespołem Colchester United FC. Choć został do niego tylko wypożyczony na zasadzie wolnego transferu, to już kilka lat później został sprzedany za kwotę w wysokości 150 tysięcy funtów do Charlton Athletic FC. Miał wtedy 24 lata.
Po zakończeniu Mistrzostw Świata 2002, po Marka Kinselle zgłaszały się kluby z wyższej półki. Między nimi był właśnie Aston Villa FC, który pozyskał go za kwotę 750 tysięcy funtów. Pierwszy mecz rozegrał 24 sierpnia 2002 przeciwko drużynie Tottenham Hotspur. Niestety Mark nie mógł się poszczycić wymarzonym debiutem, bo oprócz tego, że rozegrał końcówkę spotkania to jeszcze mecz został przegrany 1:0. Podobnie jak w macierzystym klubie Mark nie poddawał się łatwo, co zaowocowało grą w podstawowej jedenastce, a w 2004 transferem do
West Bromwich Albion FC. Kontrakt podpisał 15 stycznia 2004, a zadebiutował dokładnie dwa dni później przeciwko Bury. W West Bromwich spędził jedynie sześć miesięcy i przeniósł się do Walsall FC, w którym skończył karierę 9 grudnia 2006. Kilka dni po tym został szkoleniowcem pierwszej drużyny, ale pod koniec grudnia zrezygnował z pracy.

## Kariera reprezentacyjna
Z reprezentacją Irlandii był związany sześć lat: od 1998 do 2004. Debiutanckie spotkanie rozegrał 28 kwietnia 1998 przeciwko Szwecji. Mecz zakończył się wygraną 2:0. Wystąpił także na Mistrzostwach Świata 2002, ale odpadł w 1/8 finału. Dla reprezentacji narodowej rozegrał 48 spotkań, w trakcie których zdobył 3 bramki.